# Marclei Santos
Marclei Cesar Chaves Santos (sinh ngày 8 tháng 6 năm 1989), là một Cầu thủ bóng đá người Brasil thi đấu ở vị trí tiền đạo. Hiện tại thi đấu cho Dukagjini.

## Sự nghiệp
Anh bắt đầu sự nghiệp chuyên nghiệp ở Campeonato Brasileiro Série B năm 2011 nơi anh thi đấu cho Boa.

### Mitra Kukar
Trước đó, Marclei thi đấu cho the câu lạc bộ Brasil Bahia de Feira. Hợp đồng của anh đáng ra kết thúc vào tháng 5 năm 2017. Nhưng vì có lời mời từ câu lạc bộ Indonesia Mitra Kukar, ngay lập tức anh kết thúc hợp đồng với Bahia de Feira vào ngày 10 tháng 4 năm 2017.

## Danh hiệu
Boa
- Campeonato Mineiro 2 Vô địch: 2011

Mixto
- Campeonato Mato-Grossense Á quân: 2013

Ríver
- Campeonato Piauiense Vô địch: 2014